# アイスキュロス
アイスキュロス（古希: Αἰσχύλος、古代ギリシア語ラテン翻字: Aiskhúlos、紀元前525年 - 紀元前456年）は、古代アテナイの三大悲劇詩人のひとりであり、ギリシア悲劇（アッティカ悲劇）の確立者。代表作はオレステイア三部作。

## 概要
アテナイ郊外のエレウシスで、貴族階級に属する地主エウポリオーンの子として生まれた。エレウシスはデメテルの秘儀で有名で、後にアイスキュロスがこの秘密を漏らしたとして誅殺されかけたという伝承がある。その生涯について伝えられていることはあまり多くないが、マラトンの戦い、サラミスの海戦に従軍したことはよく知られている。マラトンの戦いについては、彼がこの戦いに参加したことを生涯の誇りにしていたことが、以下の墓碑銘からもわかる。兄のキュネゲイロスはこの戦いで没した。
| 古代ギリシア語 | 日本語 |
| Αἰσχύλον Εὐφορίωνος Ἀθηναῖον τόδε κεύθει μνῆμα καταφθίμενον πυροφόροιο Γέλας· ἀλκὴν δ' εὐδόκιμον Μαραθώνιον ἄλσος ἂν εἴποι καὶ βαθυχαιτήεις Μῆδος ἐπιστάμενος | これはアテーナイ人、エウポリオーンが子アイスキュロスの 墓、豊かなる実り多きゲラの地に朽ちぬ。 この人のいさおしの証は誉れ高きマラトーンの聖なる地、 またこれをためした長い髪のメーディア人。 |
| | |

サラミスの海戦については、自作『ペルシア人』にて見事に描かれている。この作品は紀元前472年のディオニュシア祭において初演されたが、紀元前470年頃にアイスキュロスが訪れたシラクサのヒエロン1世の宮殿でも再演されている。それからアテナイに戻り、『テーバイ攻めの七将』『オレステイア』などを上演したのち、再びシチリア島へ渡って同島のゲラで没した。『「頭に物が落下する」という神託を受けて屋外に出たところ、カメを岩へ落として食べるヒゲワシに、頭を岩と間違えられカメを落とされた』という伝説的な死因が、大プリニウスによって伝えられている。
20代から作劇を始め、紀元前484年に初の優勝を得てからは、ディオニュシア祭で開催された劇大会で合計13回優勝した。これを伝えられている彼の作品の数と悲劇上演の例で律すれば、5割を超える非常に高い優勝率を誇ったことになる。様式面では、それまでの悲劇が1人の俳優とコロスの掛け合いで進めていたのに対して俳優を2人とする改革を行ったこと、現存する唯一の同時代の事件を扱った作品（『ペルシア人』）を書いていることが知られる。作風については三部作構成を好んで用いたこと、アリストパネースにも揶揄された（『蛙』を参照）大言壮語とも言える大胆な比喩と荘重な詩句、ゼウスの正義の称揚が特徴的である。
アイスキュロスの一族もまた作家として有名になった。息子のエウポリオーンはソポクレースとエウリーピデースを破ってディオニュシア祭での優勝を果たし、甥のピロクレースもソポクレースを破っている。

## 現存する作品

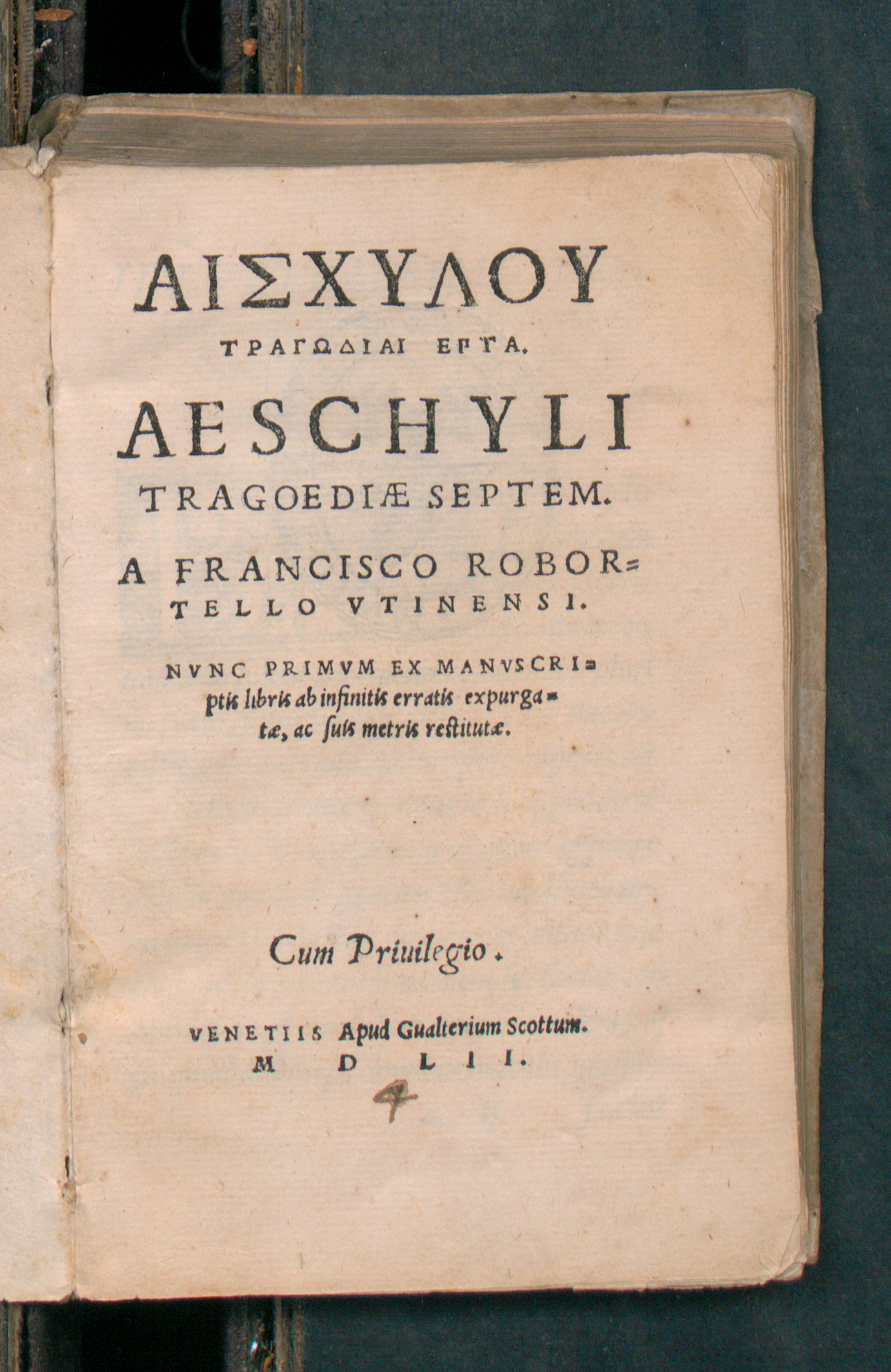
Aeschyli Tragoediae septem, 1552

アイスキュロスは90篇の作品を遺したと伝えられ、そのほとんどの題名が知られているが、完全な形で現存しているのは、以下の7篇のみである。
- ペルシア人（ペルサイ）
- テーバイ攻めの七将
- 救いを求める女たち（ヒケティデス）
- オレステイア三部作
  - アガメムノーン
  - コエーポロイ（供養する女たち）
  - エウメニデス（慈みの女神たち）
- 縛られたプロメーテウス

## 日本語訳
- 『ギリシア悲劇全集』 岩波書店、復刊2008年
  - 『（1） アイスキュロスI』 1990年、ISBN 4000916017
  - 『（2） アイスキュロスII』 1991年、ISBN 4000916025
  - 『（10） アイスキュロス断片』 1991年、ISBN 4000916106
- 『ギリシア悲劇（1） アイスキュロス』 筑摩書房〈ちくま文庫〉、初版1985年、ISBN 448002011X - 下記は旧版
  - 『世界古典文学全集（8） アイスキュロス・ソポクレス』 筑摩書房、初版1964年、復刊2005年ほか、ISBN 4480203087
  - 『筑摩世界文学大系（4） ギリシア・ローマ劇集』 筑摩書房、初版1971年、復刊2000年ほか、ISBN 4480206043
- 『悲壯劇 アイスキュロス』 生活社、1943年
- 『ギリシア悲劇全集 I 』 人文書院、1960年
- 『ギリシャ悲劇全集 I アイスキュロス編』 鼎出版会、1979年
- 『古典劇大系 第一巻･希臘編』 近代社、1925年[5]
- 『世界戯曲全集 第1巻･希臘編』 同刊行会、1927年[6]